# Netbladhat-familien
Netbladhat-familien (Paxillaceae) er en familie i Rørhat-ordenen. Netbladhatte har dog ikke rør, men lameller på undersiden af hatten.
| Slægter |

- Netbladhat (Paxillus)
- Orangekantarel (Hygrophoropsis)

| Svampe | Spire Denne artikel om svampe er en spire som bør udbygges. Du er velkommen til at hjælpe Wikipedia ved at udvide den. |